# Eriborus obscuripes
Eriborus obscuripes är en stekelart som beskrevs av Horstmann 1987. Eriborus obscuripes ingår i släktet Eriborus och familjen brokparasitsteklar. Inga underarter finns listade i Catalogue of Life.